# Theresa Wagner
Theresa Wagner (* 5. Mai 1995 in Mühldorf am Inn) ist eine deutsche Eishockeyspielerin, die seit Dezember 2020 für den ERC Ingolstadt in der Fraueneishockey-Bundesliga spielt.

## Karriere
Theresa Wagner kam durch ihren Großvater, der viele Jahre Eismeister der Eishalle Waldkraiburg war, zum Eishockey und übte diesen Sport ab dem sechsten Lebensjahr aus. Gemeinsam mit Kerstin Spielberger durchlief sie die männlichen Nachwuchsmannschaften des EHC Waldkraiburg und spielte ab etwa 2009 in der Schüler-Bundesliga für den Verein.
Parallel kam sie ab der Saison 2009/10 für die Frauenmannschaft des ESC Planegg in der Fraueneishockey-Bundesliga zum Einsatz. Zudem wurde sie 2008 in die U15-Nationalmannschaft aufgenommen, ab 2010 spielte sie für die U18-Nationalmannschaft. Mit dem ESC Planegg gewann sie in der Folge mehrere deutsche Meistertitel sowie den EWHL Supercup 2011/12.
Theresa Wagner nahm im Juniorenbereich an den U18-Weltmeisterschaften 2011 und 2012 teil.
Im Dezember 2020 wechselte sie innerhalb der DFEL zum ERC Ingolstadt und gewann mit diesem 2022 einen weiteren deutschen Meistertitel sowie den DEB-Pokal 2023.
Bei der Frauen-Weltmeisterschaft 2021 debütierte sie für das Frauen-Nationalteam bei einer Weltmeisterschaft, schoss ihr erstes WM-Tor und belegte mit ihrer Mannschaft den achten Platz. Weitere Einsätze folgten bei der Olympia-Qualifikation 2022, bei der die Frauenauswahl die Qualifikation verpasste, sowie den Weltmeisterschaften 2022 und 2023.

## Erfolge und Auszeichnungen
- 2010 Gewinn der Elite Women’s Hockey League mit dem ESC Planegg
- 2010 Deutscher Vizemeister mit dem ESC Planegg
- 2011 Deutscher Meister mit dem ESC Planegg
- 2012 Gewinn des EWHL Super Cups  mit dem ESC Planegg
- 2012 Gewinn des DEB-Pokals  mit dem ESC Planegg
- 2012 Deutscher Meister mit dem ESC Planegg
- 2013 Deutscher Meister mit dem ESC Planegg
- 2014 Deutscher Meister mit dem ESC Planegg
- 2015 Deutscher Meister mit dem ESC Planegg
- 2017 Deutscher Meister mit dem ESC Planegg
- 2022 Deutscher Meister mit dem ERC Ingolstadt
- 2023 Gewinn des DEB-Pokals  mit dem ERC Ingolstadt

## Karrierestatistik
(Legende zur Spielerstatistik: Sp oder GP = absolvierte Spiele; T oder G = erzielte Tore; V oder A = erzielte Assists; Pkt oder Pts = erzielte Scorerpunkte; SM oder PIM = erhaltene Strafminuten; +/− = Plus/Minus-Bilanz; PP = erzielte Überzahltore; SH = erzielte Unterzahltore; GW = erzielte Siegtore; 1 Play-downs/Relegation; Kursiv: Statistik nicht vollständig)